# GBU-28
GBU-28（英語: Guided Bomb Unit 28）は、5,000ポンド（約2,268キログラム）のレーザー誘導地中貫通爆弾「バンカーバスター」で、「ディープ・スロート」とあだ名されている。テキサス・インスツルメンツの防衛システムおよび電子グループ（これらの部門は、後にレイセオンに売却）によって開発された。この爆弾は、アメリカ軍が第一次湾岸戦争 (砂漠の嵐作戦) でイラクの地下深くに存在するイラク軍司令部を破壊する目的で特別に開発されたものである。

## 概要
湾岸戦争開戦後に、イラクの地下壕には非常に堅牢なものがあり、アメリカ軍の航空攻撃では破壊が困難なものがあることが判明した。そのような地下壕を破壊するための急造兵器が求められ、GBU-28が開発された。開発期間を短縮するために、弾体には8インチ榴弾砲の砲身（おもに、退役したM110 203mm自走榴弾砲）を用い、砲身にトリトナール爆薬を流し込み、それに尾翼と誘導センサー・信管を取り付けることによって迅速に製造された。開発開始から実戦使用までは1ヶ月弱程度の時間しか要していない。ただし、砂漠の嵐作戦においては、2発がF-111Fによって投下されたのみであった。
GBU-28はその後も製造が続けられ、後のものでは弾体は新製された。いずれも630ポンドの高性能炸薬を含む4,700ポンドの重量を持つ。運用者はレーザーデジグネーターで目標を指示し、その後、目標からのレーザー反射スポットに向けて投下される。
GBU-28は、トノパテストレンジ（ネバダ州、アメリカ合衆国エネルギー省が兵器開発のために設立した大規模試験施設）で評価された。その結果、地表から30m、あるいは鉄筋コンクリートを6m貫通できることが確認された。
GBU-28の最初のアメリカ国外への販売は、イスラエルに対する100発であり、2005年4月に認可された。2006年7月のイスラエルからの要求により供給は早められた。イスラエル軍は、イランおよびシリアを仮想敵として配備している模様である。2013年には韓国にも販売され、北朝鮮の地下核施設やミサイル基地を破壊できるようにF-15Kに搭載されて運用される。
F-111が退役した現在、このGBU-28「バンカーバスター」を搭載できる戦闘爆撃機は、F-15Eシリーズ（派生型のイスラエル向けF-15Iと韓国向けF-15Kを含む）のみである。